# Europastraße 612
Die Europastraße 612 (kurz: E 612) ist eine Europastraße in Italien.

## Verlauf
Die Europastraße 612 beginnt in Ivrea und endet in Turin.